# Plakinastrella polysclera
Plakinastrella polysclera är en svampdjursart som beskrevs av Claude Lévi 1989. Plakinastrella polysclera ingår i släktet Plakinastrella och familjen Plakinidae.
Artens utbredningsområde är havet kring Filippinerna. Inga underarter finns listade i Catalogue of Life.